# موسیقی کوچک… ترانه‌هایی از کادوفروشی واتیکان
«موسیقی کوچک...ترانه‌هایی از کادوفروشی واتیکان» (به انگلیسی: Tiny Music... Songs from the Vatican Gift Shop) آلبومی از استون تمپل پایلتس است که در سال ۱۹۹۶ میلادی منتشر شد.